# Об'єктив (фотоклуб)
"Об'єктив" - народний фотоклуб з Донецька.

## Історія
Фотоклуб був організований в 2001 році на базі Палацу культури металургів і поєднує фотолюбителів з різних міст Донеччини: Донецька, Макіївки, Горлівки, Артемівська.
В 2006, 2009, 2010 і 2011 роках клуб брав участь у Фестивалі фотоклубів України, що проводиться в рамках міжнародного "Київського фотоярмарку" і ставав дипломантом цього фестивалю.
У 2009 році клубу було надано звання "народний".
Клуб двічі брав участь у міжнародному фестивалі фотоклубів FIAP Club World Cup, що проводиться у Парижі під патронатом FIAP.
Учасники клубу ставали призерами фотоконкурсів, що проводяться НСФХУ, а також міжнародних фотосалонів під егідою FIAP, ISF. Кілька учасників є членами та кандидатами в члени Національної Спілки фотохудожників України.

## Керівник

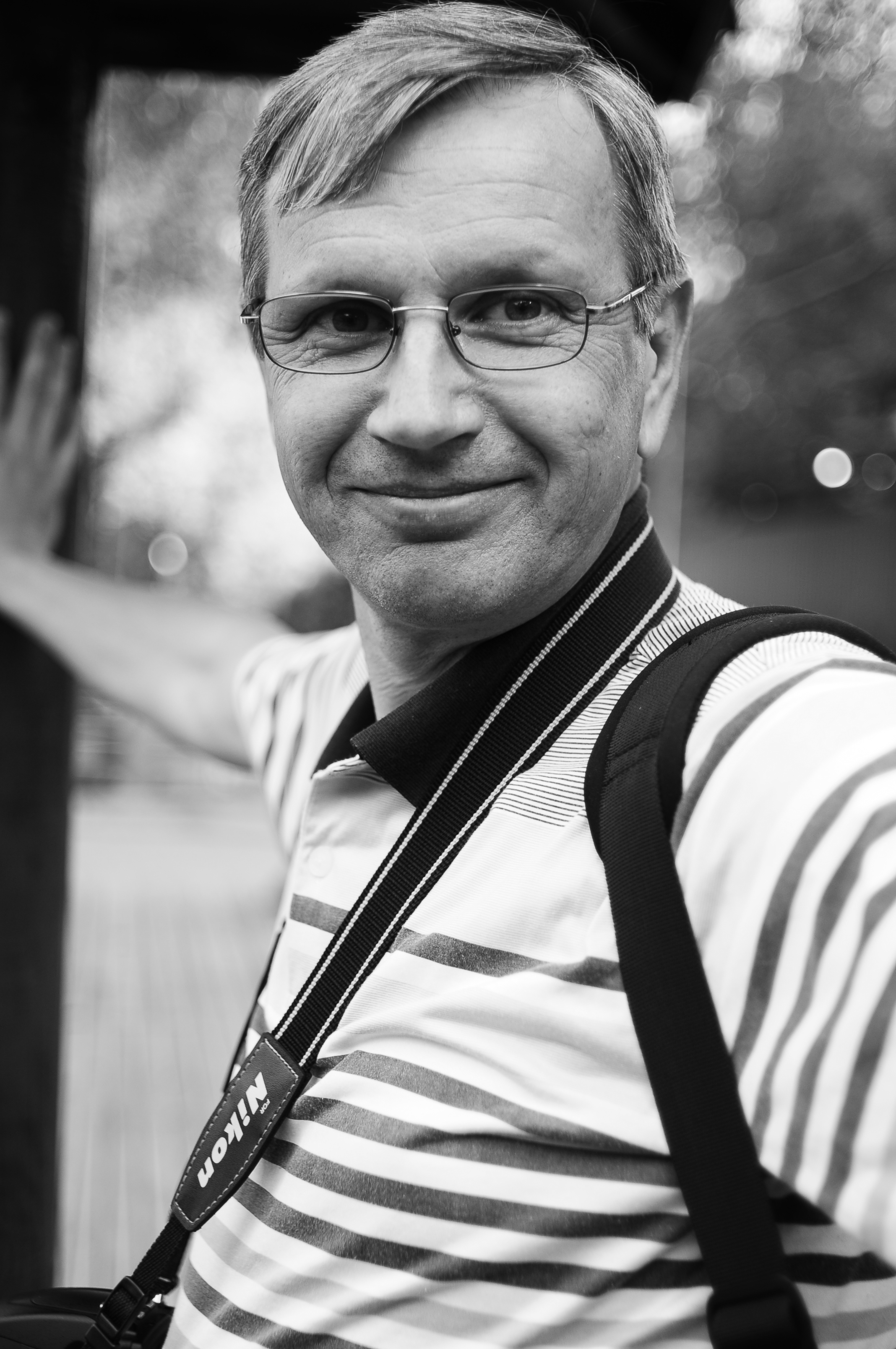
Володимир Васильович Нагаєць. Засновник і незмінний керівник клубу.

Клубом з моменту заснування керує  Володимир Васильович Нагаєць - відповідальний секретар Донецького обласного відділення  Національної спілки фотохудожників України.

## Фотовиставки, організовані фотоклубом
Клуб організував такі виставки, які проводилися в  Кінотеатрі імені Шевченка, будинку працівників культури,  Палаці культури металургів, «Донецьк-Сіті» та інших виставкових майданчиках.
- «Різдвяні зустрічі»
- «Жінкам присвячується ...»
- «Об'єктивний погляд»
- «Твій духовний світ»
- «Православний лик Донбасу» (2010)
- «Герої епохи, що минає» (2010, 2011)
- «Барви осені» (2010)
- «Мандруючи світом» (2009)
- «В очікуванні весни» Експлікація
- Фотовиставка в рамках православного фестивалю «Пасха Красна»)
- «Усмішки друзів» (2007)
- «На околиці амфітеатру» Фотовиставка «На околиці амфітеатру»